# Mikasuki jezik
Mikasuki jezik (ISO 639-3: mik), jezik porodice muskhogean, kojim govori oko 400 Mikasuki (Miccosukee) Indijanaca u južnoj Floridi, SAD. Dijalekti su mu hitchiti i mikasuki. Monolingualne su jedino starije žene; u upotrebi je i engleski [eng].
Pripada istočnoj skupini porodice muskhogean.

## Vanjske poveznice
- Ethnologue (14th)
- Ethnologue (15th)